# Estensan
Estensan är en kommun i departementet Hautes-Pyrénées i regionen Occitanien i sydvästra Frankrike. Kommunen ligger i kantonen Vielle-Aure som tillhör arrondissementet Bagnères-de-Bigorre. År 2022 hade Estensan 45 invånare.

## Befolkningsutveckling
Antalet invånare i kommunen Estensan
| Referens: INSEE |